# Huis Imstenrade
Het Huis Imstenrade of Villa Imstenrade is een landhuis uit 1908 in de Nederlandse buurtschap Imstenrade, provincie Limburg. Vanwege zijn uiterlijk wordt het huis ook wel kasteel genoemd, maar er zijn geen aanwijzingen dat er ooit daadwerkelijk een kasteel heeft gestaan. Het landhuis, het park en de boerderij zijn aangemerkt als rijksmonument.

## Geschiedenis
In 1359 was het leengoed Emsenrode in handen van de Akense schepen Conrad Eychorn. In 1386 volgde een belening aan Steven Driesch. Hij ging zich naar het leengoed noemen en zo ontstond de familie Van Emsenrode, later verbasterd tot Van Imstenraedt.
In 1537 werd het leengoed opgesplitst en op elk deel werd een boerderij gebouwd. Jan III van Imstenraedt schonk een van de hoeves aan zijn dochter. In 1729 werden beide delen weer herenigd.
In 1905 kocht de Belg Frans Schepens ter gelegenheid van zijn 12,5-jarig huwelijk met Sophie Ross de hof Benzenrade, het Imstenraderbos en de Zuiderhoeve van Imstenrade. De Zuiderhoeve werd verbouwd en Schepens gaf de Brusselse architect Henri Van Massenhove opdracht om op de plek van de oude boomgaard een landhuis te bouwen. In 1908/1909 kwam het landhuis gereed. Het duurde nog tot 1928 voordat ook het landschapspark gereed kwam.
Na het overlijden van Schepens in 1935 kochten de broers Boormans het landgoed aan. Zij hadden de Noorderhoeve al in bezit. Het Huis Imstenrade bleef echter leeg staan en in 1940 werd het verkocht ten behoeve van de Medische Missiezusters. In juli 1943 verwoestten brandbommen de kapverdieping, waardoor het huis onbewoonbaar werd.
In 1946 lieten de zusters een houten kapel en woonbarakken bouwen. Vanaf 1953 werd het landgoed bebouwd met een klooster, kapel en een ziekenhuis, terwijl in 1954 het dak van het landhuis werd hersteld. De zusters maakten tot 1994 gebruik van het huis. Het echtpaar Klinkers-Spreksel – sinds 1987 eigenaar van Imstenrade – ging vanaf 1995 zelf in het landhuis wonen. De kloostergebouwen werden verhuurd aan het COA om er een asielzoekerscentrum in te vestigen.

## Beschrijving
Het in eclectische stijl gebouwde landhuis heeft een rechthoekig grondplan, een souterrain, twee bouwlagen en een mezzanino. De muren zijn van baksteen met banden van natuursteen; de schilddaken zijn met leisteen bedekt. De toren aan de voorzijde springt uit de gevel naar voren en heeft een met leisteen bekleedde spits.
Het park is ontworpen volgens de Engelse landschapsstijl door J.B. Teuwen.
Onderdeel van het landgoed is de Hof Imstenrade. Dit boerderijcomplex bestaat uit twee woningen, een watertoren en twee stallen. Alle zijn gebouwd in 1910 in traditionalistische stijl, met kenmerken van de chaletstijl.
Het woonhuis met bedrijfsgedeelte telt twee bouwlagen onder een zadeldak. De watertoren heeft vijf bouwlagen en een tentdak, het bijbehorende woonhuis één bouwlaag onder een schilddak.